# SING IT!
「SING IT!」（シング・イット）は、堀江美都子の8枚目オリジナル・アルバムである。1986年12月1日に日本コロムビアより発売されている。このアルバムはLPだけでなくCDでも初リリースされた、堀江自らのオリジナル・アルバムシリーズの最終作。主にロック曲風のアルバム作品。
1986年2月21日にLP盤が先行発売された（レコード：AF-7433、カセット：CAR-1461）。

## 収録曲
1. 恋のカウントダウン
作詞：青木久美子、作曲：小田裕一郎
2. ONE STEP FURTHER（明日の向こうへ）
作詞：菊地眞美、作曲：坂井紀雄
3. The Fighter
作詞：小山真弓、作曲：根岸孝旨
4. Winner—勝利者—
作詞：三浦義和、作曲：トミー・スナイダー
5. SING IT!
作詞・作曲：堀江美都子
6. 憧れのまま VISION TIME
作詞：篠塚満由美、作曲：米倉良広
7. ティーンエイジ・メモリー
作詞・作曲：三浦義和
8. インスタント・カメラ
作詞・作曲：三浦義和
9. きまぐれアニー
作詞：黒沢英之・三浦義和、作曲：黒沢英之